# Pomsky
Le Pomsky est un chien croisé, de type designer dog, ressemblant à un Husky miniature à l'allure juvénile. Il est le résultat de croisements entre des Huskys sibériens et de spitz-nains, également appelés "Loulous de Poméranie".

## Histoire
Le Pomsky est un phénomène arrivé avec les réseaux sociaux et l'Internet, qui a pris de l'ampleur aux États-Unis à partir de 2011. Une photo, montrant un chien adulte, annoncé comme étant croisé entre  un Husky de Sibérie et un Loulou de Poméranie, devient virale, bien qu'il s'agisse en réalité d'un chien de race Lapphund. L'engouement lié à cette photo, aura conduit des éleveurs américains à inséminer artificiellement leurs Huskys avec des spitz de type Loulou de Poméranie, dans l’espoir de faire du célèbre Pomsky, une réalité[source insuffisante].

## Caractéristiques physiques
Le Pomsky est un croisement, dont l'apparence varie d'un individu à l'autre,. Il existe des Pomsky "petit", "nain" et "toy". Il est sélectionné pour son apparence proche de celle du Husky (robe), mais de taille plus réduite grâce au croisement avec le spitz. Le Pomsky ne doit pas être confondu avec le chien finnois de Laponie.

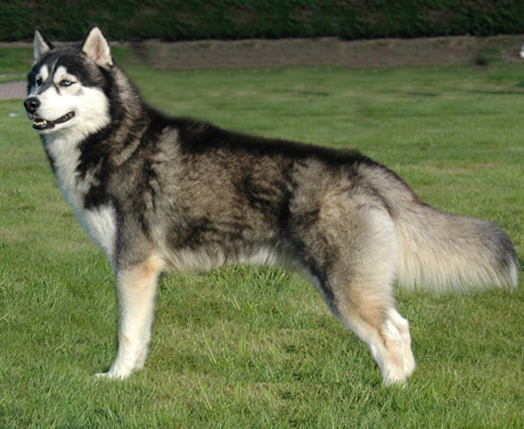
Husky de Sibérie.
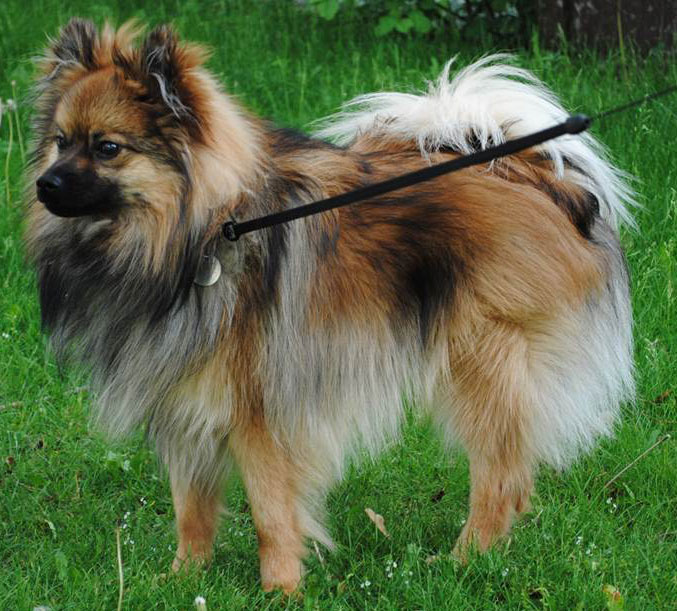
Loulou de Poméranie ou spitz nain.
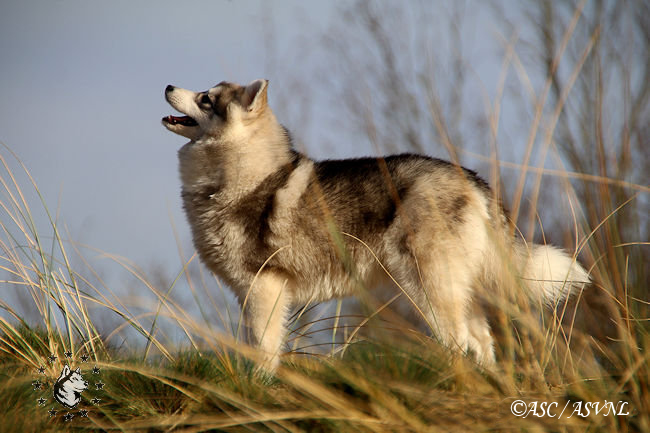
Pomsky.

Le Pomsky, n'a pas de standard officiel, puisqu'il s'agit d'un croisement et non d'une race, non encore reconnue par l'Association Internationale de Cynologie.
C’est un chien élégant et bien proportionné, de taille moyenne à petite, ayant les caractéristiques physiques du Husky, hormis la taille. Sa musculature est ferme, bien développée, elle n’admet pas de surpoids. L’ossature est modérée et proportionnelle à sa taille. Son corps est couvert d’une bonne fourrure. Le Pomsky détient une facilité et une liberté de mouvement, sans gêne au niveau des articulations. C’est un chien gracieux, léger dans ses déplacements. Ses oreilles doivent être droites, pointues et tournées vers l’avant. Sa queue en brosse, bien fournie ou touffue (selon le type de poil) est portée généralement enroulée sur le dos, ou droite. Il a un regard franc et sûr de lui.
De la pointe de l’épaule, à la pointe de la fesse, le corps a une longueur légèrement supérieure à la hauteur au garrot. Les distances de la truffe au stop et du stop à l’occiput, sont égales ou quasiment égales.
On distingue 3 tailles différentes de Pomsky :
- le "toy" : jusqu’à 33 cm, pour un poids de maximum 5 kg ;
- le "mini" : jusqu’à 38 cm, pour un poids allant jusqu’à 8 kg ;
- le "standard" : jusqu’à 45 cm et 15 kg.

Toutes les robes existent, selon les critères de l'International Pomsky Association, même si les robes les plus similaires à celles du Husky sont préférées.
La fourrure, peut être comme celle du Husky, courte et dense, mais également plus longue comme celle du spitz nain. Il a toujours le poil double, avec un sous-poil.

## Caractère
Des critères comportementaux de sélection, sont recommandés, notamment par l'International Pomsky Association. Selon ces critères, le Pomsky ne doit pas être un chien timide, mais au contraire, un chien sûr de lui et sociable, envers les humains tout comme avec ses congénères.

## Santé
L'espérance de vie moyenne de ce type de chien est comprise entre 15 et 17 ans,.

## Élevage
Le Pomsky est un chien croisé et, aucun standard (aspect physique ou généalogie) établi par un club de race canine ne s'impose à lui. Cependant, le Club Européen du Pomsky (EPC en anglais) travaille à l'établissement d'un standard recommandé depuis juin 2018.
On distingue plusieurs types de Pomsky, selon les générations et la proportion entre sang Husky et sang spitz :
- F1 : première génération, chien 50 % husky, 50 % spitz, issu d'un croisement entre un husky et un spitz nain ;
- F1a : chien 25 % husky, 75 % spitz, issu d'un croisement entre un pomsky et un spitz nain ; parfois aussi appelé F1b ;
- F1b : chien 75 % husky, 25 % spitz, issu d'un croisement entre un pomsky et un husky ;
- F2 : deuxième génération, chien 50 % husky, 50 % spitz, issu d'un croisement entre deux parents de race pomsky ;
- F2b : chien 75 % husky ou spitz et 25 % spitz ou husky issu d'un croisement entre un pomsky F1 et un spitz nain ou un husky ;
- F3 : troisième génération, chien 50 % husky, 50 % spitz, issu de deux parents de race pomsky F2.

Les caractères d'une lignée de Pomsky, commencent à se fixer, à partir de la génération F3. Les chiens de génération F1, ne sont généralement pas destinés à être vendus à des particuliers, mais employés à la reproduction .
Selon David Anderson, en 2019, le prix d'un chiot Pomsky, se négocie à plus de 1 000 USD ($). Plus le chien présente des traits physiques semblables au Husky, plus il se vend cher. En France, un chiot Pomsky se négocie entre 1 500 et 6 000 €.

## Galerie

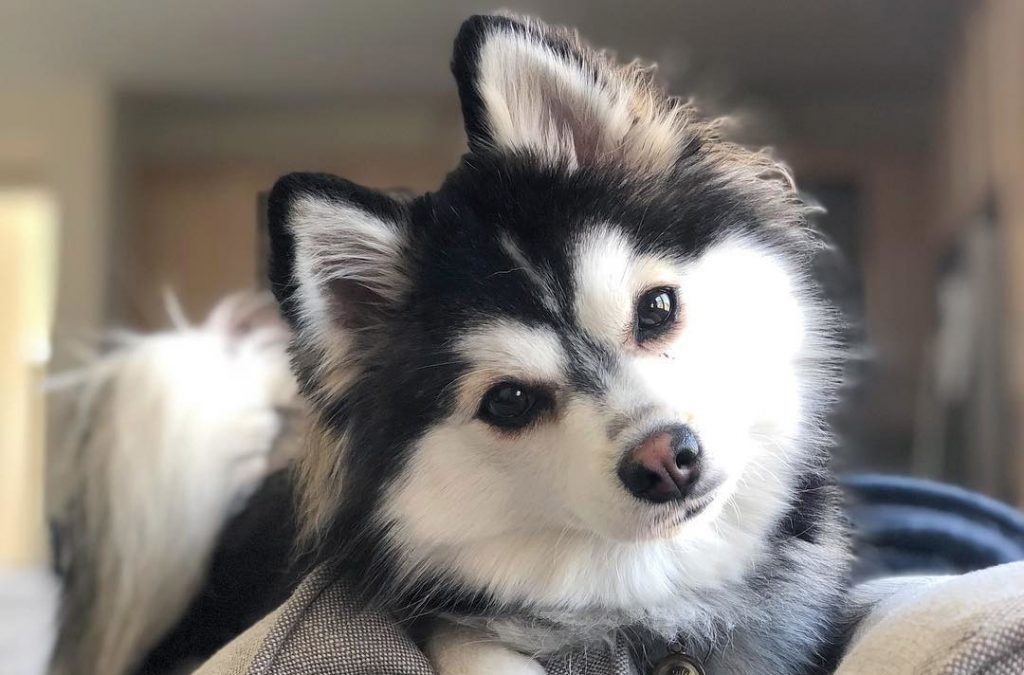
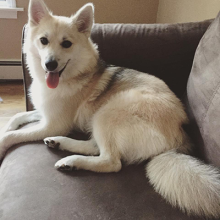
Chiot pomsky.
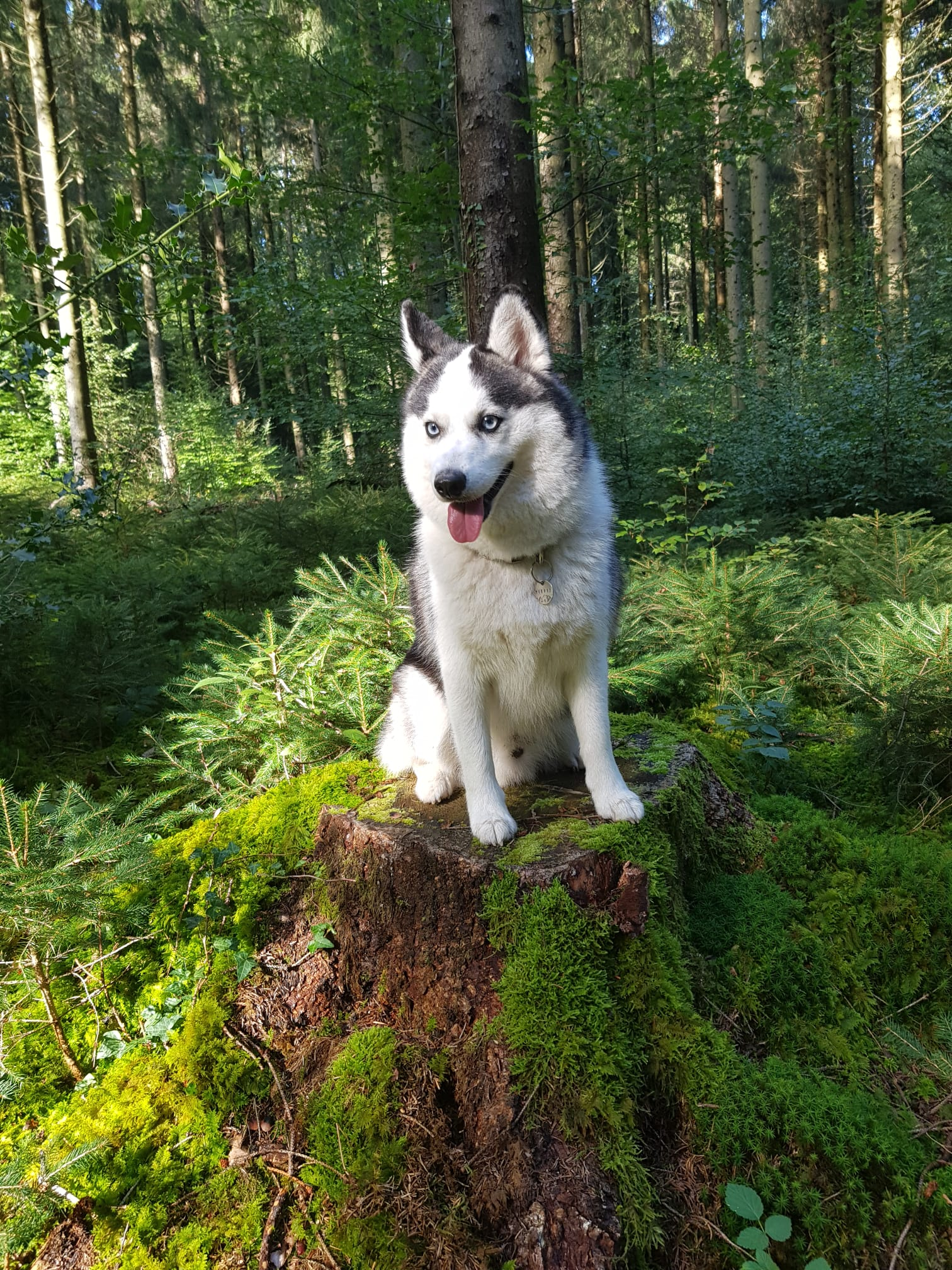
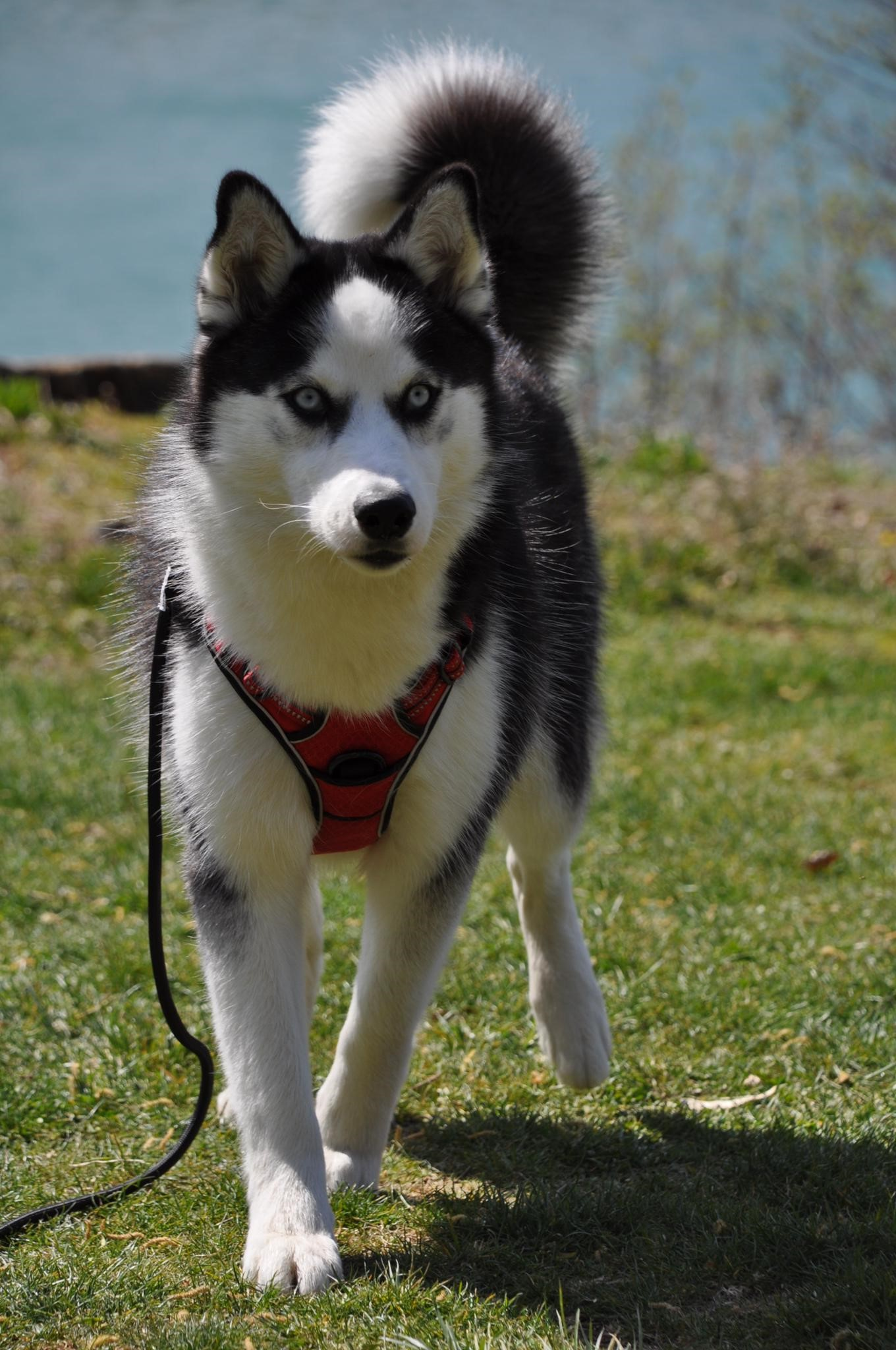